# Why Do Fools Fall in Love (альбом)
Why Do Fools Fall in Love (с англ. — «Почему влюбляются глупцы?») — одиннадцатый студийный альбом американской певицы Дайаны Росс, выпущенный в 1981 году. Это первый релиз певицы на новом лейбле RCA после расторжения контракта с Motown.

## Об альбоме
Первоначально работать над альбомом планировали Найл Роджерс и Бернард Эдвардс, которые ранее записывали с певицей мультиплатиновый альбом Diana, однако их графики не совпали и альбомом занялся музыкальный продюсер Роберт Саммерс. Это был первый альбом, который спродюсировала сама Дайана Росс.
В альбом вошли топ-10-синглы «Why Do Fools Fall in Love» и «Mirror Mirror». С альбомы также был выпущен сингл «Work That Body», написанный Росс в соавторстве с Полом Джабарой и Рэем Чу. Хотя он не вошёл в топ-40 в Соединённых Штатах, зато попал в топ-10 Великобритании и топ-15 в Нидерландах. Сольная версия песни «Endless Love» также вошла в альбом.
Альбом получил платиновый статус в США за продажи, превысившие один миллион копий.

## Список композиций
| №  | Название                    | Автор(ы)                        | Длительность |
| -- | --------------------------- | ------------------------------- | ------------ |
| 1. | «Why Do Fools Fall in Love» | Фрэнки Лаймон, Моррис Леви      | 2:53         |
| 2. | «Sweet Surrender»           | Леонард Стэк, Шерил Кристиансен | 4:09         |
| 3. | «Mirror Mirror»             | Майкл Сембелло, Деннис Маткоски | 6:08         |
| 4. | «Endless Love»              | Лайонел Ричи                    | 4:56         |

| №  | Название              | Автор(ы)                         | Длительность |
| -- | --------------------- | -------------------------------- | ------------ |
| 1. | «It’s Never Too Late» | Дэн Хартман                      | 3:19         |
| 2. | «Think I’m In Love»   | Л. Шерил Тейлор                  | 4:15         |
| 3. | «Sweet Nothings»      | Ронни Селф, Дуб Олбриттон        | 3:00         |
| 4. | «Two Can Make It»     | Дин Питчфорд, Том Сноу           | 3:24         |
| 5. | «Work That Body»      | Дайана Росс, Пол Джабара, Рэй Чу | 5:01         |

| №   | Название                               | Длительность |
| --- | -------------------------------------- | ------------ |
| 10. | «Mirror Mirror» (7" Mix)               | 3:59         |
| 11. | «Mirror Mirror» (7" Alternate Version) | 4:06         |
| 12. | «Work That Body» (7" Mix)              | 3:34         |
| 13. | «Work That Body» (12" Mix)             | 6:31         |
| 14. | «Work That Body» (Extended Remix)      | 6:22         |
| 15. | «Endless Love» (Edited Version)        | 3:46         |

## Позиции в хит-парадах
| Хит-парад (1981)                       | Высшая позиция |
| -------------------------------------- | -------------- |
| Австралия (ARIA)                       | 47             |
| Великобритания (UK Albums Chart)       | 17             |
| Нидерланды (Album Top 100)             | 3              |
| Норвегия (VG-lista)                    | 5              |
| США (Billboard 200)                    | 15             |
| США (Billboard Top R&B/Hip-Hop Albums) | 4              |
| Финляндия (Suomen virallinen lista)    | 3              |
| Швеция (Sverigetopplistan)             | 6              |

## Сертификации и продажи
| Регион                                                      | Сертификация | Продажи    |
| ----------------------------------------------------------- | ------------ | ---------- |
| Великобритания (BPI)                                        | Золотой      | 100 000^   |
| Канада (Music Canada)                                       | Золотой      | 50 000^    |
| США (RIAA)                                                  | Платиновый   | 1 000 000^ |
| Финляндия (Musiikkituottajat)                               | Золотой      | 25 000     |
| ^ Данные о тиражах приведены только на основе сертификации. |              |            |